# Tenuipalpus banksiae
Tenuipalpus banksiae är en spindeldjursart som beskrevs av Gutierrez och Schicha 1982. Tenuipalpus banksiae ingår i släktet Tenuipalpus och familjen Tenuipalpidae. Inga underarter finns listade i Catalogue of Life.